# Músicos, Poetas y Locos (Enanitos Verdes)
Músicos, Poetas y Locos es un álbum recopilatorio del grupo Enanitos Verdes publicado en el año 2003. Este álbum contiene los éxitos de Igual que ayer, Big bang, Guerra gaucha y Planetario.

## Lista de canciones
1. Lamento boliviano (3:41)
2. No llores por su amor (4:36)
3. Dale pascual (3:13)
4. Tibio corazón (3:57)
5. Eterna soledad (2:50)
6. Igual que ayer (4:48)
7. Mi primer día sin ti (4:26)
8. Tan solo un instante (3:25)
9. Bailarina (2:53)
10. Amigos (4:03)
11. Carmencita (5:35)
12. Yo pagaría (4:50)
13. Era un angel (3:34)
14. No te sobra una moneda (4:14)
15. Es tan fácil (3:38)
16. Pasare por ti (2:15)
17. Mil historias (3:35)
18. El día es claro (3:21)
19. Mejor no hablemos de amor (3:29)
20. Siglos de amor (4:38)

- Temas del álbum extraído:

Igual que ayer (1992) (2, 6, 10, 13, 20)

Big bang (1994) (1, 7, 9, 12, 16, 19)

Guerra gaucha (1996) (3, 5, 14, 18)

Planetario (1997) (4, 8, 11, 15, 17)